# Clàssica d'Almeria 2022
La Clàssica d'Almeria 2022 fou la 37a edició de la Clàssica d'Almeria. La cursa es va disputar el 13 de febrer de 2022 i formava part del calendari de l'UCI ProSeries 2022 amb una categoria 1.Pro.
El vencedor final fou el noruec Alexander Kristoff (Intermarché-Wanty-Gobert Matériaux), que s'imposà a l'esprint a Nacer Bouhanni (Arkéa-Samsic) i Giacomo Nizzolo (Israel-Premier Tech), segon i tercer respectivament.

## Equips
En aquesta edició hi van prendre part 20 equips, nou de categoria WorldTeams i onze ProTeams:
| WorldTeams (9)- AG2R Citroën Team - Astana Qazaqstan Team - Bora-Hansgrohe - EF Education-EasyPost - Intermarché-Wanty-Gobert Matériaux - Israel-Premier Tech - UAE Team Emirates - Cofidis - Movistar Team ProTeams (11)- Sport Vlaanderen-Baloise - Drone Hopper-Androni Giocattoli - Human Powered Health - Euskaltel-Euskadi - Arkéa-Samsic - Burgos-BH - Caja Rural-Seguros RGA - Equipo Kern Pharma - Eolo-Kometa - TotalEnergies - Bingoal Pauwels Sauces WB |
| |

## Classificació final
| \| Classificació general \| Classificació general \| Classificació general \| Classificació general \| Classificació general \| \| Corredor \| Corredor \| Equip \| Temps \| \| \| --------------------- \| -------------------------- \| ---------------------------------- \| --------------------- \| --------------------- \| \| 1r \| Alexander Kristoff \| Intermarché-Wanty-Gobert Matériaux \| 4h 22' 39" \| \| \| 2n \| Nacer Bouhanni \| Arkéa-Samsic \| + 0" \| \| \| 3r \| Giacomo Nizzolo \| Israel-Premier Tech \| + 0" \| \| \| 4t \| Stanisław Aniołkowski \| Bingoal Pauwels Sauces WB \| + 0" \| \| \| 5è \| Sebastián Molano Benavides \| UAE Team Emirates \| + 0" \| \| \| 6è \| Simone Consonni \| Cofidis \| + 0" \| \| \| 7è \| Marijn van den Berg \| EF Education-EasyPost \| + 0" \| \| \| 8è \| Jules Hesters \| Sport Vlaanderen-Baloise \| + 0" \| \| \| 9è \| Vincenzo Albanese \| Eolo-Kometa \| + 0" \| \| \| 10è \| Max Kanter \| Movistar Team \| + 0" \| \| |                            |                                    |            |
| |                            |                                    |            |
| Font: ProCyclingStats |                            |                                    |            |
| Classificació general |                            |                                    |            |
| Corredor | Corredor                   | Equip                              | Temps      |
| 1r | Alexander Kristoff         | Intermarché-Wanty-Gobert Matériaux | 4h 22' 39" |
| 2n | Nacer Bouhanni             | Arkéa-Samsic                       | + 0"       |
| 3r | Giacomo Nizzolo            | Israel-Premier Tech                | + 0"       |
| 4t | Stanisław Aniołkowski      | Bingoal Pauwels Sauces WB          | + 0"       |
| 5è | Sebastián Molano Benavides | UAE Team Emirates                  | + 0"       |
| 6è | Simone Consonni            | Cofidis                            | + 0"       |
| 7è | Marijn van den Berg        | EF Education-EasyPost              | + 0"       |
| 8è | Jules Hesters              | Sport Vlaanderen-Baloise           | + 0"       |
| 9è | Vincenzo Albanese          | Eolo-Kometa                        | + 0"       |
| 10è | Max Kanter                 | Movistar Team                      | + 0"       |